# Megastigmus cynipedis
Megastigmus cynipedis is een vliesvleugelig insect uit de familie Torymidae. De wetenschappelijke naam is voor het eerst geldig gepubliceerd in 1833 door Cuvier.